# Combiwand

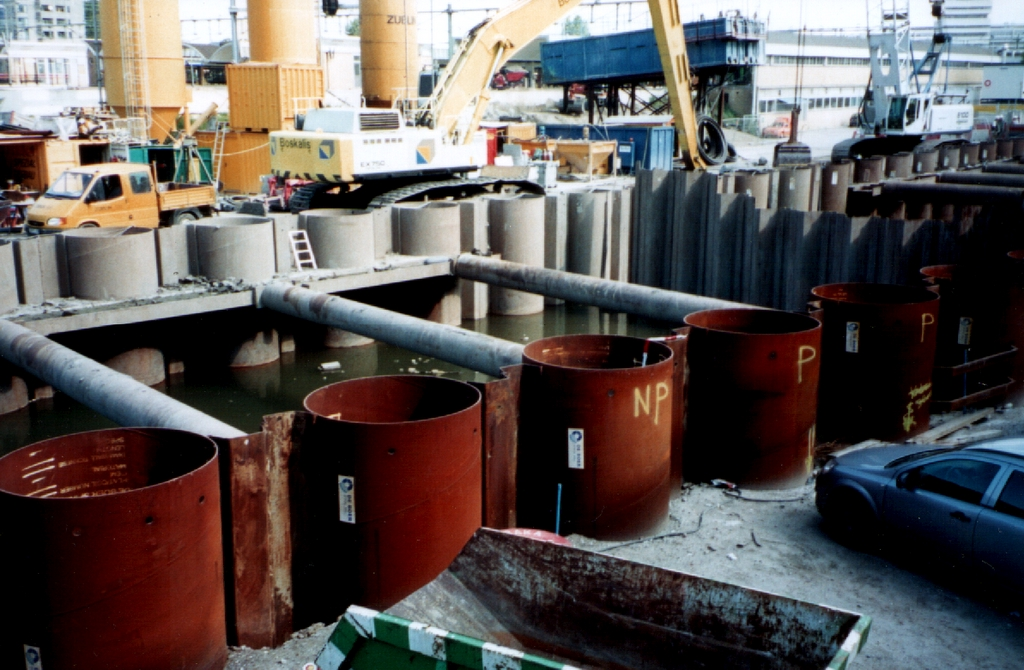
Buispalencombiwand (op voorgrond) buisprofielen met tussenplanken

Een combiwand is een damwand welke is opgebouwd uit verschillende typen profielen. Hierdoor worden de eigenschappen van de verschillende typen gecombineerd. Bij een buispalen-combiwand zorgen de buizen voor een hoge sterkte en stijfheid. De ruimte tussen de buispalen wordt opgevuld met gewone Z of U damwand-profielen.
Bij H-palen-combiwanden verzorgen de H-profielen de sterkte en stijfheid van de wand. De ruimte tussen de H-profielen wordt opgevuld door gewone damwand (Z of U) profielen.

## Bouwmethode
In eerste instantie worden de palen ingebracht. Deze palen worden voorzien van sloten, waarop de damwandprofielen aansluiten. Bij het inbrengen van de palen (heien, trillen) wordt gebruikgemaakt van een heiframe. Met dit frame wordt gezorgd voor een regelmatige hart-op-hart-afstand van de palen. Ten slotte worden tussen de palen de damwandprofielen ingebracht.
Het grote voordeel van deze wand is grote buigsterkte en stijfheid van deze constructie. Dit type wand is ongeveer viermaal zo stijf als het zwaarste type van een traditionele damwand. Dit heeft tot gevolg dat een grote stempelvrije hoogte mogelijk is.